# 이득홍
이득홍 (李得洪, 1962년 7월 7일 ~ )은 대한민국의 변호사이다. 대구광역시 출신이다.

## 학력
- 관악고등학교
- 고려대학교 법학 학사

## 경력
- 1984.10 : 제26회 사법시험 합격
- 1987 : 제16기 사법연수원 수료
- 1987.03 ~ 1989.08 : 서울지방검찰청 검사
- 1989.08 ~ 1991.07 : 부산지방검찰청 울산지청 검사
- 1991.07 ~ 1993.09 : 수원지방검찰청 특별수사부 검사
- 1993.09 ~ 1995.09 : 부산지방검찰청 특별수사부 검사
- 1995.09 ~ 1997.08 : 대전지방검찰청 특별수사부 검사
- 1997.08 ~ 1999.02 : 서울지방검찰청 검사
- 1999.02 ~ 1999.06 : 대구지방검찰청 부부장검사
- 1999.06 ~ 2000.07 : 대구고등검찰청 검사
- 2000.07 ~ 2001.06 : 창원지방검찰청 진주지청 부장검사
- 2001.06 ~ 2002.01 : 대구지방검찰청 강력부 부장검사
- 2002.01 ~ 2003.03 : 대구지방검찰청 특별수사부 부장검사
- 2003.03 ~ 2004.06 : 대검찰청 감찰2과 과장
- 2004.06 ~ 2005.01 : 서울중앙지방검찰청 컴퓨터수사부 부장검사
- 2005.01 ~ 2005.04 : 서울중앙지방검찰청 첨단범죄수사부 부장검사
- 2005.04 ~ 2006.02 : 수원지방검찰청 특별수사부 부장검사
- 2006.02 ~ 2007.03 : 대전지방검찰청 서산지청 지청장
- 2007.03 ~ 2008.03 : 대검찰청 과학수사기획관
- 2008.03 ~ 2009.01 : 서울북부지방검찰청 차장검사
- 2009.01 ~ 2009.08 : 법무연수원 기획부장 (검사장)
- 2009.08 ~ 2010.07 : 제주지방검찰청 검사장
- 2010.07 ~ 2011.08 : 서울고등검찰청 차장검사
- 2011.08 ~ 2012.07 : 서울북부지방검찰청 검사장
- 2012.07 ~ 2013.04 : 부산지방검찰청 검사장
- 2013.04 ~ 2013.12 : 대구고등검찰청 검사장 (고검장)
- 2013.12 ~ 2015.02 : 법무연수원 원장
- 2015.02 ~ 2015.07 : 부산고등검찰청 검사장
- 2015.07 ~ 2015.12 : 서울고등검찰청 검사장 겸 양형위원회 양형위원
- 2016.02 ~ 2017.07 :  법률사무소 담박 변호사
- 2017.08 : 법무법인 담박 대표변호사
- 2020.03 ~ 2023. 03: 두산인프라코어 사외이사
- 두산인프라코어 감사위원회 위원
- 두산인프라코어 내부거래 위원
- 법무법인 담박 고문변호사